# Genianthus aurantiacus
Genianthus aurantiacus là một loài thực vật có hoa trong họ La bố ma. Loài này được (C.Y.Wu ex Tsiang & P.T.Li) Klack. mô tả khoa học đầu tiên năm 1995.